# Отпозади
Отпозади (фр. Irréversible; понегде преведено и као Неповратно) је француски експериментални психолошки трилер из 2002. године, који је написао и режирао Гаспар Ное. У главним улогама су Моника Белучи, Венсан Касел и Алберт Дипонтел, а радња приказује догађаје трагичне ноћи у Паризу док два мушкарца покушавају да се освете за брутално силовање и пребијање жене коју воле. Филм је састављен од насловне секвенце коју прати 13 сегмената направљених да изгледају као дугачки кадрови. Сваки од ових сегмената је или континуирани снимак или серија снимака дигитално састављених да личе на континуирани снимак. Прича је испричана обрнутим редоследом, при чему се свака сцена одвија хронолошки пре оне која јој претходи.
Биоскопски пуштен у Француској, Уједињеном Краљевству и Сједињеним Државама, Отпозади се такмичио за Златну палму на Филмском фестивалу у Кану 2002. и освојио Бронзаног коња на Међународном филмском фестивалу у Стокхолму. Реакције критичара биле су помешане, са похвалама на рачун глуме и Ноеове режије, али критикама према његовом графичком приказу насиља и силовања. Амерички филмски критичар Роџер Иберт назвао је Отпозади „филмом који је толико насилан и окрутан да ће већина људи сматрати да га није могуће гледати”.

## Радња
Током ноћи у Паризу, особље хитне помоћи реагује на свађу у Ректуму, геј БДСМ клубу. Изводе два мушкарца ван клуба: Маркуса, кога носе на носилима; и Пјера, кога полиција хапси.
Следећа сцена приказује нестабилног Маркуса и невољног Пјера како улазе у клуб у потрази за осумњиченим силоватељем познатим као „Пантљичара”. Маркус затим улази у тучу са човеком за кога сумња да је Пантљичара, који му на крају сломи руку, након чега покушава да га силује. Пјер прискаче Маркусу у помоћ и туче човека на смрт оближњим апаратом за гашење пожара док га човеков пратилац забављено посматра.
Како филм напредује, открива се да су двојица мушкараца покушавали да се освете за силовање и скоро фатално пребијање Алекс, Маркусове садашње девојке и Пјерове бивше девојке. Откривено је да је Алекс напустила кућну забаву, којој су њих двојица присуствовала, због Маркусовог безобразног понашања. На путу до куће, она пролази кроз тунел и примећује како трансродну проститутку напада Пантљичара. Када је схватио да је виђен, Пантљичара одмах скреће пажњу на Алекс, анално је силујући пре него што је дивљачки пребије до несвести. Након што Маркус и Пјер открију да је Алекс повређена и да је болничари збрињавају, наилазе на уличне криминалце Мурада и Лејда, који им нуде помоћ да пронађу кривца. Група проналази Кончу, проститутку од раније, преко личне карте коју је оставила на месту догађаја. Конча идентификује Пантљичару као Алексиног силоватеља, намештајући догађаје у Ректуму.
Последње сцене филма приказују Алекс, Маркуса и Пјера раније током дана где се наговештава да је Алекс оставила резервисаног Пјера због неспутаног Маркуса јер није могао да је задовољи сексуално, због чега је Пјер још увек фрустриран. Филм затим открива да је Алекс добила позитиван резултат на тесту трудноће који је урадила на почетку дана. У последњој сцени, Алекс је приказана како чита у парку пре него што филм пређе на стробоскопски ефекат који се завршава поруком „Le Temps Detruit Tout”, што на француском значи „Време уништава све”.

## Улоге
- Моника Белучи као Алекс
- Венсан Касел као Маркус
- Алберт Дипонтел као Пјер
- Џо Престија као „Пантљичара”
- Фатима Адум као Фатима
- Мурат Кима као Мурат
- Хелах као Лајд
- Харамиљо као Конча
- Мишел Гондоан као Мик
- Жан-Луј Кост као Ударач
- Филип Наон као Месар
- Стефан Друо као Месаров пријатељ

Режисер филма Гаспар Ное се појављује накратко у клубу.

## Продукција
Отпозади је првобитно назван Опасност. Гаспар Ное је први прикупио средства за нови филм након што је представио причу која ће бити испричана обрнутим редоследом, како би искористио популарност филма Мементо Кристофера Нолана (2000).
Отпозади је снимљен лаком камером широког екрана Minima Super16 mm. Филм се састоји од десетак наизглед непрекинутих кадрова спојених из стотина снимака. Ово је укључивало контроверзну деветоминутну сцену силовања, приказану у једном, непрекинутом кадру. Ное је рекао да није имао појма колико ће сцена силовања трајати, јер су то одредили Моника Белучи, која је у суштини режирала сцену, и Џо Престија, који је играо њеног силоватеља. Ное је у интервјуима изјавио да је током продукције филма користио кокаин како би му помогао да носи велике камере потребне за снимање ротирајућих снимака у филму.
Компјутерски генерисане слике су коришћене у постпродукцији за пенис у сцени силовања. Други пример је сцена у којој Пјер туче човека по лицу и ломи му лобању апаратом за гашење пожара. CGI је коришћен за побољшање резултата, пошто се почетни снимци који су користили конвенционалну лутку од латекса показали неубедљивим. Током првих шездесет минута трајања, филм користи звук екстремно ниске фреквенције од 27 херца да створи стање мучнине и анксиозности код публике, јер то није одмах уочљиво за гледаоца, али довољно да изазове физички одговор. Ова техника, названа Sensurround, укључује намерну употребу испод-чујног звука како би се побољшало искуство гледаоца у филму, у овом случају, намерно га чини непријатним (иако би се то могло осетити само у биоскопу јер већина кућних звучника не емитују тако ниске фреквенције).

## Опис са омота
| „ | Радња филма се одвија уназад, где двојица пријатеља трагају за убицом лепе девојке. Обојица су емотивно били јако везани за њу: један јој је садашњи момак, а други је бивши дечко и постаје велики пријатељ. Они одлазе током једне ноћи на ужасна места, у којима влада само полусвет и криминал. Садашњи момак жели само освету по сваку цену и на све начине покушава да мрачну замисао спроведе у дело. Његова девојка је заправо брутално силована и претучена на смрт и то се не опрашта. | ” |

DVD у Србији је издало предузеће Cobra Film 2005. године.